# Rajya Lakshmi Devi
Rajya Lakshmi Devi, född 1814, död före 1900, var en drottning och regent av Nepal. Hon var gift med kung Rajendra av Nepal (r. 1819-1847), som gav henne befogenhet att regera i hans ställe som hans ombud. Hon var Nepals regent från 1843 till 1847.

## Biografi
Rajya Lakshmi Devi gifte sig med kung Rajendra som hustru av andra rang vid tio års ålder 1824. Rajendra beskrivs som en svag monark, som först hade varit kung under sin styvfarmors regentskap, och som 1839 utnämnde sin första hustru och drottning, Samrajya Lakshmi Devi, till sin ställföreträdande regent. Efter drottning Samrajyas död 1841 blev Rajya Lakshmi Devi Nepals regent de facto, och 1843 utnämndes hon också officiellt till denna ställning.
Drottning Rajya Lakshmi Devi ville utnämna sin son Ranendra till tronarvinge i stället för sin stvyson kronprins Surendra. Hon slöt en allians med Gagan Singh Bhandari, som mördades av en okänd gärningsman 1846. Hon sammankallade då alla statsanställda till palatset. Hon gav sedan order om att de hon misstänkte för mordet att dödas, och en massaker på oppositionen utfördes av Jung Bahadur Kunwar. Detta har kallats Kotmassakern. Jung Bahadur Kunwar förklarade sig sedan som primärminister. Relationen mellan drottningen och premiärministern blev sedan dålig. När premiärministern upptäckte att drottningen planerade ett attentatsförsök mot honom, anklagade han henne offentligt för att försöka mörda sin styvson kronprinsen.
Kort därefter förvisades drottningen och hennes två söner till Indien.    